# 伊格納迪亞足球會
伊格納迪亞足球會，是一家位於阿爾巴尼亞羅戈日內的足球會，於1934年9月15日成立。他們目前在可容納4000名觀眾的埃格纳蒂亚竞技场進行主場比賽。
2003–04賽季，伊格納迪亞於以阿爾巴尼亞甲組聯賽亞軍身份首次升上頂級聯賽，但只度過一個賽季就以第九名降回甲組。2020–21賽季，球隊奪得甲組聯賽冠軍，第二度升上頂級聯賽。2023–24賽季，球隊首次奪得阿爾巴尼亞超級足球聯賽冠軍。

## 榮譽
- 阿爾巴尼亞超級足球聯賽

 冠軍： (2) 2023–24, 2024–25
- 阿爾巴尼亞甲組足球聯賽

 冠軍： (2) 2002–03, 2020–21
- 阿爾巴尼亞乙組足球聯賽

 冠軍： (1) 2016–17
- 阿爾巴尼亞盃

 冠軍： (2) 2022–23, 2023–24